# Cantón de Geaune
El cantón de Geaune era una división administrativa francesa, que estaba situada en el departamento de Landas y la región de Aquitania.

## Composición
El cantón estaba formado por diecisiete comunas:
- Arboucave
- Bats
- Castelnau-Tursan
- Clèdes
- Geaune
- Lacajunte
- Lauret
- Mauries
- Miramont-Sensacq
- Payros-Cazautets
- Pécorade
- Philondenx
- Pimbo
- Puyol-Cazalet
- Samadet
- Sorbets
- Urgons

## Supresión del cantón de Geaune
En aplicación del Decreto n.º 2014-181 de 18 de febrero de 2014, el cantón de Geaune fue suprimido el 22 de marzo de 2015 y sus 17 comunas pasaron a formar parte del nuevo cantón de Chalosse Tursan.